# Miara człowieka

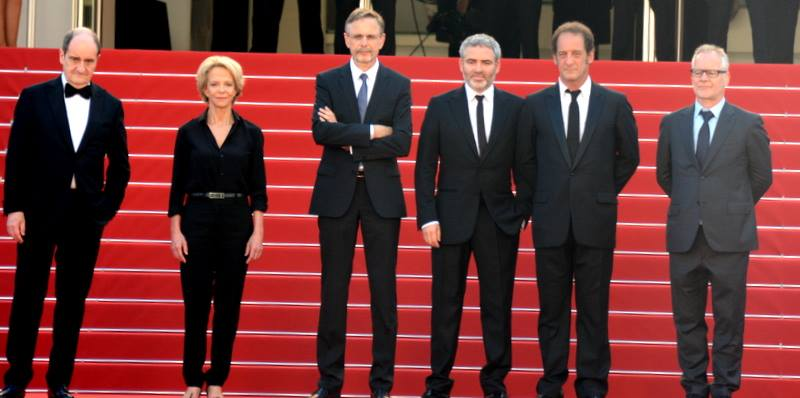
Twórcy filmu podczas premiery na MFF w Cannes, 18 maja 2015

Miara człowieka (fr. La Loi du marché, 2015) – francuski dramat filmowy w reżyserii Stéphane Brizé.
Światowa premiera filmu mała miejsce 18 maja 2015 r., podczas 68. Międzynarodowego Festiwalu Filmowego w Cannes, w ramach którego obraz brał udział w Konkursie Głównym. Na tym festiwalu aktor Vincent Lindon otrzymał nagrodę dla najlepszego aktora.
Polska premiera filmu miała miejsce 28 lipca 2015 roku, w ramach 15. Międzynarodowego Festiwalu Filmowego T-Mobile Nowe Horyzonty we Wrocławiu. Do ogólnopolskiej dystrybucji kinowej film trafi wraz z dniem 22 stycznia 2016 roku.

## Obsada
- Vincent Lindon jako Thierry Taugourdeau
- Yves Ory jako pracownik Urzędu Pracy
- Karine De Mirbeck jako żona Thierry’ego
- Matthieu Schaller jako syn Thierry’ego
- Xavier Mathieu jako związkowiec
- Noël Mairot jako nauczyciel tańca
- Catherine Saint-Bonnet jako pracownica banku

i inni

## Nagrody i nominacje
68. Międzynarodowy Festiwal Filmowy w Cannes
- nagroda: najlepszy aktor − Vincent Lindon
- nagroda: Nagroda Jury Ekumenicznego - Specjalne Wyróżnienie − Stéphane Brizé
- nominacja: Złota Palma − Stéphane Brizé

28. ceremonia wręczenia Europejskich Nagród Filmowych
- nominacja: Najlepszy Europejski Aktor − Vincent Lindon

41. ceremonia wręczenia Cezarów
- nagroda: najlepszy aktor − Vincent Lindon
- nominacja: najlepszy film − Stéphane Brizé, Christophe Rossignon i Philip Boëffard
- nominacja: najlepsza reżyseria − Stéphane Brizé